# 57-я мотострелковая дивизия
57-я мотострелковая Хинганская Краснознамённая дивизия (57 мсд) — тактическое соединение Рабоче-крестьянской Красной армии.

## История
Соединение сформировано в 1920 году из частей войск внутренней службы (ВНУС) в Екатеринбурге. В разные периоды носила наименования «Екатеринбургская» и «Уральская».
В 1939 году дивизия участвовала в боях на Халхин-Голе. 
19 марта 1940 года дивизия стала мотострелковой.
Весь период Великой Отечественной войны дивизия пребывала в составе 17-й армии Забайкальского фронта на территории МНР.
В августе 1945 года дивизия в составе 6-й гвардейской танковой армии Забайкальского фронта участвует в Хингано-Мукденской наступательной операции.
В 1946 году дивизия стала стрелковой. В 1947 году преобразована в 55-й отдельный стрелковый полк, который был расформирован в 1953 году.

## Состав
- 80-й мотострелковый полк;
- 127-й мотострелковый полк;
- 293-й мотострелковый полк;
- 105-й артиллерийский полк;
- 180-й отдельный истребительно-противотанковый дивизион;
- 486-й отдельный самоходно-артиллерийский дивизион;
- 542-й отдельный зенитно-артиллерийский дивизион;
- 15-й разведывательный батальон;
- 24-й сапёрный батальон;
- 32-й отдельный батальон связи;
- 75 (76)-й медико-санитарный батальон;
- 60 (62)-я отдельная рота химической защиты;
- 363-я автотранспортная рота;
- 13-я ремонтно-восстановительная рота;
- 564-я полевая хлебопекарня;
- 126-я полевая почтовая станция;
- 2052-я полевая касса Госбанка.[2]

## Командиры
- 17.07.1940 — 20.01.1942 — полковник Самарский, Дмитрий Иванович;
- 20.01.1942 — 01.06.1943 — полковник Хохлов, Иван Михайлович;
- 19.06.1943 — 15.07.1943 — подполковник Лазарев, Константин Аркадьевич;
- 16.07.1943 — 03.04.1944 — генерал-майор Никифоров, Виктор Иванович;
- 04.04.1944 — 03.09.1945 — полковник Закиров, Нурей Закирович.[1]